# 科地区科德贝克
科地区科德贝克（法語：Caudebec-en-Caux，法語發音：[kodbɛk ɑ̃ ko]）是法国诺曼底大区滨海塞纳省的一个旧市镇。2016年1月1日，科地区科德贝克与邻近的两个市镇合并为新市镇里沃昂塞纳。

## 地理
科地区科德贝克（49°31'35"N, 0°43'34"E）面积4.93 平方千米，位于法国诺曼底大区滨海塞纳省，该省份为法国北部沿海省份，其西部及北部濒大西洋英吉利海峡，东起顺时针与索姆省、瓦兹省、厄尔省和卡爾瓦多斯省接壤。
与科地区科德贝克接壤的市镇（或旧市镇、城区）包括：莫莱夫里耶-圣热特吕德。

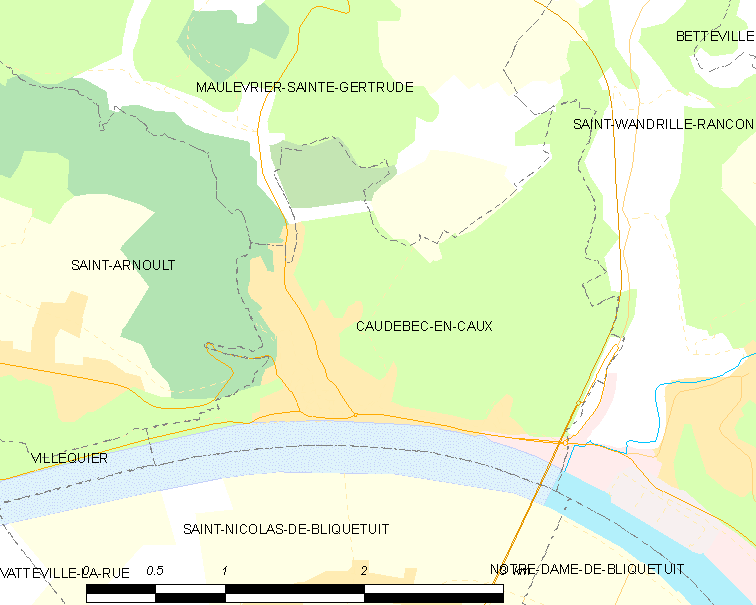
科地区科德贝克的OSM定位图

科地区科德贝克的时区为UTC+01:00、UTC+02:00（夏令时）。

## 行政
科地区科德贝克的邮政编码为76490，INSEE市镇编码为76164。

## 政治
科地区科德贝克所属的省级选区为塞纳河畔热罗姆港县。

## 人口

1962-2008年间科地区科德贝克人口变化图示

科地区科德贝克于2018年1月1日时的人口数量为2302人。